# Blang Perlak
Blang Perlak is een bestuurslaag in het regentschap Bireuen van de provincie Atjeh, Indonesië. Blang Perlak telt 438 inwoners (volkstelling 2010).